# Exyston sibiricus
Exyston sibiricus là một loài tò vò trong họ Ichneumonidae.